# 聖潔天使
《聖潔天使》（日語：アンジュ・ヴィエルジュ），是富士見書房開發再由Media Factory在2013年10月4日發售的交換卡片遊戲，臺灣元美國際映像代理譯為「聖潔天使」，大陸天闻角川則採法文「Ange Vierge」。電視動畫於2016年7月播放。

## 故事簡介
在宇宙中，存在著五個世界，夜晚和魔法支配的黑色世界(Darkness Embraces)、祈願與眾神守護下的紅色世界(Terra Rubli Aurora)、科學和電腦管理的白色世界(System；white=E．G．M．A．)、武器與軍隊統治下的綠色世界(Gruneschild)以及藍色世界地球。
某天，因連接五個世界的「門」突然敞開，這現象稱作World Connect(世界接續)，為世界走向毀滅的信息。一旦支撐著世界的力量之源—世界水晶失去力量，一旦五個世界完全連接，一切便會毀滅，也就是世界崩潰(World End)。
而為了拯救世界的少女們被集結在藍色世界上的青蘭島，因她們擁有特殊能力異能而被人們稱為「進化者」，能與「進化者」連接並增幅其能力者稱為「∝操縱者」。為了防止世界崩潰(World End)，她們將和烏洛波洛斯戰鬥到最後。

## 登場人物
彩城天音（聲：田村由香里）
為α操縱者。
在α操縱者專用的訓練中心時，常選擇超級困難模式（Super Hard Mode），並將傷害逆流的負荷設定為最大值，因而為訓練中心的人員所熟知。
(第十二話全員從UC升上EXR)
蒼月紗夜（聲：壽美菜子）
進化者，目前在UC級。擁有操縱光的異能。積極努力，想早點升上EXR級。
阿爾瑪莉亞（聲：原由實）
進化者，目前UC級，想盡早升上EXR級，來自黑暗世界Darkness Embrace的吸血鬼（黑姬的棺材沉睡在黑暗中）。 Exceed從大量的輸血包（斧頭、砲彈、鐮刀等）中自由操控血液，施展技法。 她很成熟，說話也很敬語。 她認為Amane是一個危險的小妹妹，並認為她必須照顧她。 雖然她是吸血鬼，但吸血在阿爾瑪利亞看來是一種崇高的行為，相當於戀人之間的性交，所以她臉紅了，猶豫了。 他所仰慕的索菲娜陷入黑暗，被他壓倒性的力量逼入絕境。 事後，她忍不住想吸撒雅的血。 與Luel一起，他有時會為了Saya爭吵。
艾露艾露（聲：豐崎愛生）
進化者，目前UC級，想盡早升上EXR級，來自紅色世界的天使（Tera Rubiri Aurora）。 覺醒了能力“Ele Friend”，讓你可以從你有心的朋友那裡借用 Exceed。 天真無邪，她經常玩天真爛漫。 她認為Amane是一個很好的朋友。 她認為小夜是一個有趣的朋友。 上學之初，他就熱衷於結交很多朋友，並與Amane、Remiel和Sayo成為了朋友。 陷入黑暗的盧爾發表嚴厲的言論和態度，斷絕關係，淚流滿面，但在復賽中以強烈的說服力和熾熱的憤怒打擊了盧爾，重新從薩亞那裡恢復了信心，將他從黑暗中解救出來. 與阿爾瑪莉亞一起，她有時會為沙耶爭吵。
CODEΩ77斯特拉（聲：立花理香）
進化者，目前UC級，想盡早升上EXR級，來自白色世界的機器人（System = White = Egma）。 奇怪的眼睛。 已超過加速度。 用邏輯和數據來思考一切。 一直在尋找速度。 他認為他對 Amane 和 Saya 的速度還不夠快。 起初，Amane被稱為Mother，因為Amane激活了Stella。 然而，在天音說“我討厭不聽我說的話的斯黛拉”之後，她就不再給母親打電話了。 後來，事實證明，作為機器的不合理行為是根本原因。 小夜在受到嚴厲的訓斥之後才知道生氣是什麼意思，當她停下來從黑暗中救出凱倫和塞妮婭時，她第一次哭了起來，想起了天音的笑容。 Saya 打電話給她的姑姑，但她不喜歡。
奈亞·拉皮塞拉（聲：布萊德庫特·莎拉·惠美）
進化者，目前UC級。對於任何事都無所謂的態度，來自綠世界（Grünesilt）的銀髮長發士兵。 有一個手套狀的超越。 他乾枯脆弱，對“麻煩”、“適合就好”之類的東西並沒有抱緊，但他有朋友的依靠，遇到緊急情況會打架。 她認為，如果她能在談到小夜時減輕肩上的重擔，那將是一件好事。 每天，他都被艾恩斯纏住，然後逃跑。 事實上，他是一名超級精銳士兵，被天音教為指揮官。 在遇見了小夜他們之後，他長大了，走在了時代的前面。 想到自己必須要改變自己，他一個人去找艾因斯，帶著它來一場一對一的比賽，最後在過去劃清界限。 他贏得了小夜等人的熱情信任。
日向美海（聲：相坂優歌）
為EXR級。學生會長。
索菲娜（聲：石原舞）
作為幫助阿爾瑪莉亞升上EXR的對手。
露比（聲：生田善子）
CODEΩ00尤菲莉婭（聲：高橋李依）
真由香·佐奈木（聲：山本希望）
御影葵（聲：伊藤靜）
為SR級。作為幫助蒼月紗夜升上EXR的對手。
蕾米艾露（聲：悠木碧）
少了一隻翅膀，但和α操縱者連結時會產生光之翼。作為幫助艾露艾露升上EXR的對手
CODEΩ33卡蓮（聲：茅原實里）
作為幫助CODEΩ77斯特拉升上EXR的對手。
CODEΩ46塞尼亞（聲：花澤香菜）
愛因斯·艾克斯奧拉（聲：佐倉綾音）
被稱為Gruneschild最強的強化人。作為幫助奈亞·拉皮塞拉升上EXR的對手
揚羽·佐奈木（聲：上坂堇）
阿烏羅拉（Aurora，聲：早見沙織）
米哈伊爾（聲：相澤舞）
庫拉拉（聲：佐藤沙耶）

## 用語
玩家建立一個正好有54張牌的主牌組。用0-10張卡片構建一個Exceed套牌。您必須恰好有4張0級進度卡和16張具有非0級“鏈接框架”的卡。
在遊戲開始時，每個玩家放置4個0級進度（進度卡）。
領先的玩家從牌堆中抽出5張牌，第二個玩家從牌堆中抽出6張牌。第一個玩家將1個能量放入能量區。第二個玩家將2個能量放入能量區。領先玩家有1張Exceed牌，第二名玩家有2張Exceed牌面朝上。在這個遊戲中，你用自己的進度攻擊對手的進度，但你只能攻擊你面前的進度，在自己的回合從卡組中抽2張卡（抽牌階段），然後從卡組中將1張卡放置到能量區（能量階段），在主要階段，您可以將場上的進度放入棄牌堆，並在現場放置您手上的新進度，Exceed face可以打出Exceed卡（只有回合玩家可以在主要階段進行）。
在攻擊階段，選擇你的進度並攻擊你的對手。如果你的進步力量等於或大於對手的力量，你的攻擊就會成功。此時，按照進度卡上列出的打擊次數翻開對手的牌庫，將帶有鏈接框的卡放入對手的棄牌堆，將沒有鏈接框的卡放入對手的傷害區（如果攻擊成功，則對手的進度）保持不變）。
另外，在攻擊時，如果你的進度有鏈接能力，聲明使用鏈接，從卡組翻開卡片上列出的卡片數量，並確定翻開的鏈接框架的圖標類型和數量卡...如果滿足此條件，將激活鏈接能力的效果。將翻轉的牌放入你的棄牌堆，如果你這樣將8張卡放置在對手的傷害區中，你就贏了。
這是一個消耗大量套牌的遊戲，如果套牌用完，則從棄牌堆中取出一張帶有鏈接框架的牌，並將棄牌堆用作新的牌組。

## 電視動畫

### 製作人員
- 標題：Ange Vierge
- 原作：KADOKAWA、SEGA
- 監督、人物設定：田村正文
- 系列構成：高山克彥
- 腳本：高山克彥
- 人物原案：涼香、ぽよよん♥ろっく、三嶋くろね、つなこ、トモセシュンサク、ササギコウシ
- 總作畫監督：瀧本祥子、原友樹
- 動作監督：丹羽信礼
- 美術監督：諸雄倫子
- 色彩設計：岡亮子
- 攝影監督：佐藤敦
- 3D監督：須藤悠
- 編輯：坪根健太郎
- 音響監督：長崎行男
- 音響效果：川田清貴
- 錄音調整：星野賢爾
- 音響製作：グルーヴ
- 音樂：若林崇繼
- 音樂製作：KADOKAWA
- 動畫製作：SILVER LINK.
- 製作：Ange Vierge Film Partners

### 主題曲
片頭曲「Love is MY RAIL」
作詞：畑亞貴，作曲、編曲：白戶佑輔，主唱：鈴木木乃美
片尾曲「Link with U」
作詞：RUCCA，作曲、編曲：岩橋星實，主唱：L.I.N.K.s（相坂優歌、石原舞、高橋李依、生田善子、山本希望）

### 各話列表
| 話數   | 標題           | 分鏡            | 演出            | 作畫監督                                                       | 總作畫監督 |
| ------ | -------------- | --------------- | --------------- | -------------------------------------------------------------- | ---------- |
| 第1話  | 開始的可能性   | 田村正文        | 田村正文        | 橋本真希 古川英樹                                              | 瀧本祥子   |
| 第2話  | 憧憬的背影     | 田村正文        | 矢花馨 千葉孝幸 | 飯泉俊臣 水野隆宏 KWON YONG SANG 小川浩司                      | 瀧本祥子   |
| 第3話  | 羈絆的代價     | 田村正文        | 田村正文        | 大橋圭 井嶋惠子 佐野惠理 村上龍之介 富田佳亨 山本亮友 竹森由加 | 瀧本祥子   |
| 第4話  | 灼燒黑暗的火焰 |                 | 鈴木輪流郎      | 大庭小枝 伊集院健 Han seung hui Ahn hyou jeong                 | 原友樹     |
| 第5話  | 紅蓮的脈動     | 竹之內和久      | 新子太一        | 簾畑由實 石井裕美子                                            | 原友樹     |
| 第6話  | 虛偽的笑容     | 矢花馨 田村正文 | 矢花馨          | 飯泉俊臣 小川浩司 筆坂明硯 吉田肇                              | 瀧本祥子   |
| 第7話  | 真正的朋友     | 二瓶勇一        | 小柴淳彌        | 塚本步 大橋圭 村上龍之介 佐野惠理 山本亮友                     | 瀧本祥子   |
| 第8話  | 愛的理由       |                 | 川西泰二        | 大庭小枝 紺之里日 Han seung hui Ahn hyou jeong                 | 原友樹     |
| 第9話  | 比誰都要快     | 田村正文        | 福多潤          | 向川原憲 橋本真希 王益                                         | 原友樹     |
| 第10話 | 溢出的思念     | 矢花馨 田村正文 | 矢花馨          | 飯泉俊臣 吉田肇 千葉孝幸 小川浩司 KWON YONG SANG               | 瀧本祥子   |
| 第11話 | 殘留的可能性   | 田村正文        | 田村正文        | 明珍宇作 遠藤大輔 村上龍之介 石富結依奈                        | 原友樹     |
| 第12話 | 我，與你進化―  | 田村正文        | 田村正文        | 橋本真希 井嶋惠子 飯泉俊臣 千葉孝幸 原友樹 向川原憲            | 瀧本祥子   |

## 外部連結
- 遊戲
  - 【公式】アンジュ・ヴィエルジュ～ガールズバトル～ （页面存档备份，存于）（日語）
  - アンジュ・ヴィエルジュ公式 （页面存档备份，存于）（日語）
  - 『アンジュ・ヴィエルジュ』公式サイト（日語）
  - 天闻角川Ange Vierge卡牌游戏简体中文版官网
- 電視動畫
  - 《Ange Vierge》動畫官方網站 （页面存档备份，存于）（日語）
  - 《Ange Vierge》的X（前Twitter）（日語）
- 漫畫
  - アンジュ・ヴィエルジュぷらす！-コミツクNewtype （页面存档备份，存于）（日語）